# Vinay Katiyar
Vinay Katiyar, född 11 eller 22 november 1954, är en indisk politiker (BJP), verksam i delstaten Uttar Pradesh. Han är en av grundarna till Bajrang Dal, och var dess förste president. Katiyar har senare lämnat denna organisation för att arbeta inom BJP. Han har representerat partiet i Lok Sabha för valkretsen Faizabad (Ayodhya) och även varit partipresident i delstaten Uttar Pradesh. Katiyars politiska karriär har dock hämmats av hans inblandning i förstörandet av Babri Masjid 1992.